# Алгабас (Сарыагашский район)
Алгабас (каз. Алғабас) — село в Сарыагашском районе Туркестанской области Казахстана. Входит в состав Куркелесского аульного округа. Код КАТО — 515465200.

## Население
В 1999 году население села составляло 653 человека (320 мужчин и 333 женщины). По данным переписи 2009 года, в селе проживало 816 человек (396 мужчин и 420 женщин).